# 小布施町
小布施町（おぶせまち）は、長野県の北東に位置する町。同県内で最も面積の小さい自治体である。
葛飾北斎をはじめとする歴史的遺産を活かした町づくりを行っており、今や北信濃地域有数の観光地として認知度も高くなっている。

## 地理
- 山：雁田山
- 河川：千曲川、松川

### 隣接している自治体
- 長野市、須坂市、中野市、高山村

## 歴史
鳥羽、後白河の院政期に出された荘園の保護を求める申請書に高井野牧、東条荘などの名が見られる。元暦元年（1184年）2月、平家没官領となっていた東条荘狩田郷について源頼朝が平繁雅に還付を認めた。室町時代の10年間続いた「応永の平和」と言われる時期に浄光寺の薬師堂が建立されている。信濃国が室町幕府の直接統治を受けた時期に、この地の国人であった高梨左馬助朝秀が所領の実態究明を迫る幕府代官の命に反抗して町域及び近隣各地を戦場とした。応仁3年、高梨政高と井上政家との間で狩田郷の領有を巡る争奪戦の舞台となった。高梨氏は戦国時代までこの地を支配していたが、越後の上杉氏に臣従し、上杉氏が豊臣政権により会津に移封されたことに伴い、この地を去った。
江戸時代には天領であったが、戦国時代の猛将福島正則が江戸幕府によって広島藩50万石から川中島藩2万石に減封されて終焉の地となった。1742年、戌の満水・寛保の大水とも言われる千曲川の大洪水で町域にも広く被害が及んだ。幕末には、豪商高井鴻山が招いた葛飾北斎や佐久間象山、小林一茶ら当時の一流文人との交流の地となった。

### 沿革
- 1889年（明治22年）4月1日 - 町村制の施行により、上高井郡小布施村・福原村・大島村・飯田村・山王島村・北岡村・押羽村の区域をもって小布施村が発足。
- 1954年（昭和29年）
  - 2月1日 - 町制施行して小布施町となる。
  - 11月1日 - 都住村と新設合併し、改めて小布施町が発足。

## 人口
| |                                          |  |
| 小布施町と全国の年齢別人口分布（2005年） | 小布施町の年齢・男女別人口分布（2005年） |  |
| ■紫色 ― 小布施町 ■緑色 ― 日本全国 | ■青色 ― 男性 ■赤色 ― 女性                |  |
| 小布施町（に相当する地域）の人口の推移 \| 1970年（昭和45年） \| 9,625人 \| \| \| 1975年（昭和50年） \| 10,671人 \| \| \| 1980年（昭和55年） \| 11,205人 \| \| \| 1985年（昭和60年） \| 11,663人 \| \| \| 1990年（平成2年） \| 11,568人 \| \| \| 1995年（平成7年） \| 11,436人 \| \| \| 2000年（平成12年） \| 11,460人 \| \| \| 2005年（平成17年） \| 11,477人 \| \| \| 2010年（平成22年） \| 11,072人 \| \| \| 2015年（平成27年） \| 10,702人 \| \| \| 2020年（令和2年） \| 10,660人 \| \| |                                          |  |
| 総務省統計局 国勢調査より |                                          |  |
| 1970年（昭和45年） | 9,625人                                  |  |
| 1975年（昭和50年） | 10,671人                                 |  |
| 1980年（昭和55年） | 11,205人                                 |  |
| 1985年（昭和60年） | 11,663人                                 |  |
| 1990年（平成2年） | 11,568人                                 |  |
| 1995年（平成7年） | 11,436人                                 |  |
| 2000年（平成12年） | 11,460人                                 |  |
| 2005年（平成17年） | 11,477人                                 |  |
| 2010年（平成22年） | 11,072人                                 |  |
| 2015年（平成27年） | 10,702人                                 |  |
| 2020年（令和2年） | 10,660人                                 |  |

## 行政
常備消防事務は須坂市消防本部に委託している。

### 歴代町長
- 冨田啓介（1954年 10日間）
- 鶴田博友（1954年から1961年まで 2期目任期中に病気のため辞職）
- 内山一郎右衛門（1961年から1969年まで 2期）
- 市村郁夫（1969年から1979年まで、元・長野県議会副議長、3期目任期中の1979年12月30日死去 ※良三の伯父にあたる）
- 中村功（1980年から1984年まで 1期）
- 葦澤明義（1984年から1988年まで 2期目任期中の1989年12月5日死去）
- 唐沢彦三（1989年から2005年まで 4期 ※観光カリスマ）
- 市村良三（2005年から2021年まで 4期 ※観光カリスマ）
- 桜井昌季（2021年1月22日から2025年まで 1期)
- 現職：大宮透（2025年1月22日就任 1期目）

## 議会

### 町議会
- 議長：小西 和実
- 議員定数：14人
- 議員任期：2023年4月30日 - 2027年4月29日

### 長野県議会
- 定数：2人
- 選挙区：須坂市・上高井郡選挙区
- 任期：2023年4月30日 - 2027年4月29日
- 小林君男（無所属）、堀内孝人（自由民主党）

### 衆議院
- 選挙区：長野1区 （長野市（旧大岡村・豊野町・戸隠村・鬼無里村・信州新町・中条村域を除く）、須坂市、中野市、飯山市、上高井郡、下高井郡、下水内郡）
- 任期：2024年10月27日 - 2028年10月26日
- 当日有権者数：416,726人
- 投票率：55.74％

| 当落 | 候補者名 | 年齢 | 所属党派     | 新旧別 | 得票数    | 重複 |
| ---- | -------- | ---- | ------------ | ------ | --------- | ---- |
| 当   | 篠原孝   | 76   | 立憲民主党   | 前     | 105,231票 | ○    |
|      | 若林健太 | 60   | 自由民主党   | 新     | 88,792票  |      |
|      | 若狭清史 | 44   | 日本維新の会 | 新     | 33,470票  | ○    |

## 経済

### 産業

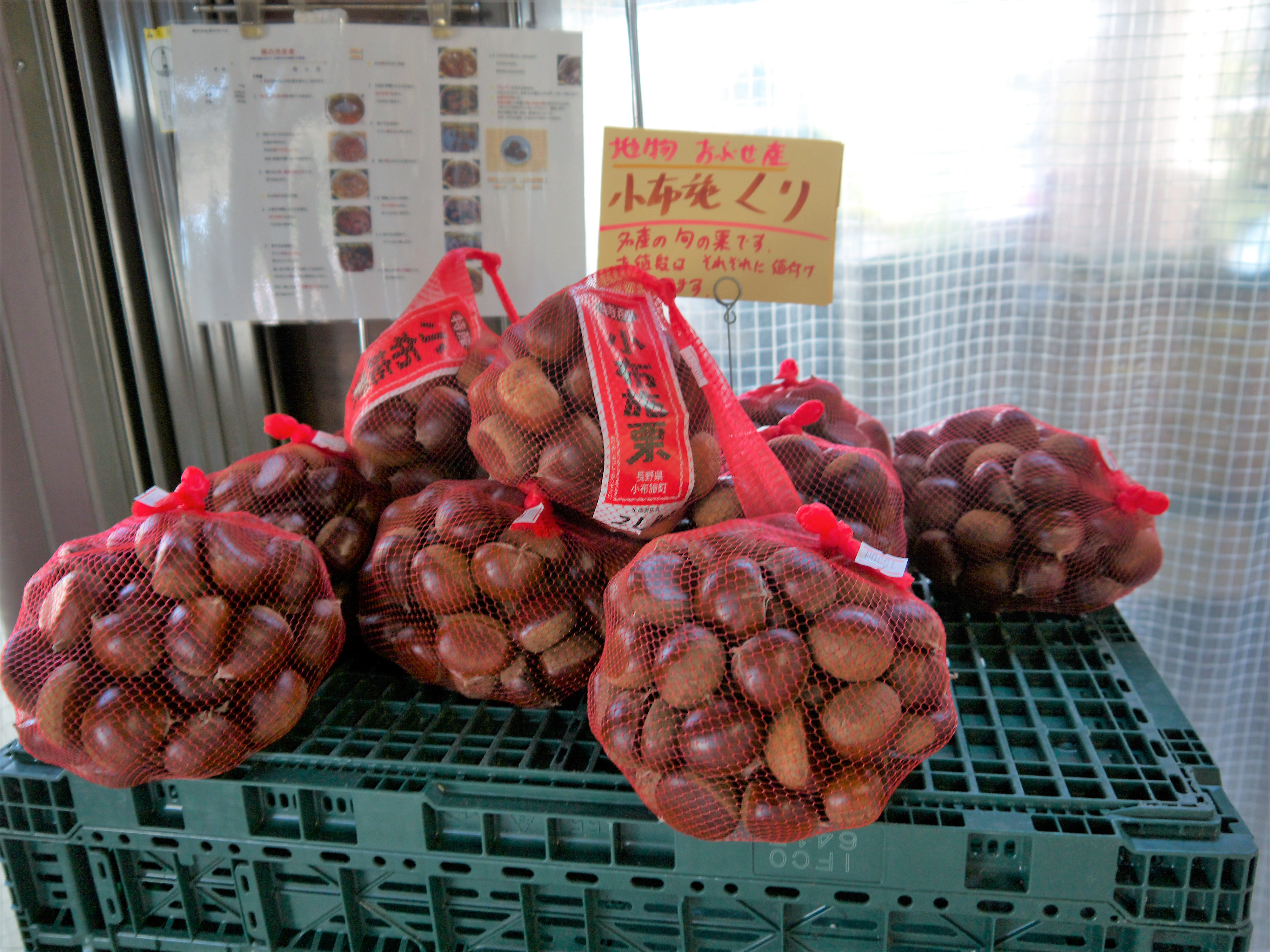
小布施栗

- 観光業
- 農業（栗[2]・リンゴ・ぶどうなど）
- 製菓業

本社を置く企業
- 小布施ワイナリー
- クエストコーポレーション
- 桝一市村酒造場

## 姉妹都市・提携都市

### 国内
- 墨田区（東京都）- 1996年（平成8年）5月1日提携

## 教育

### 幼稚園・保育園
- 町立つすみ保育園
- 町立栗ガ丘幼稚園
- 町立わかば保育園

### 小学校
- 小布施町立栗ガ丘小学校

### 中学校
- 小布施町立小布施中学校

## 交通

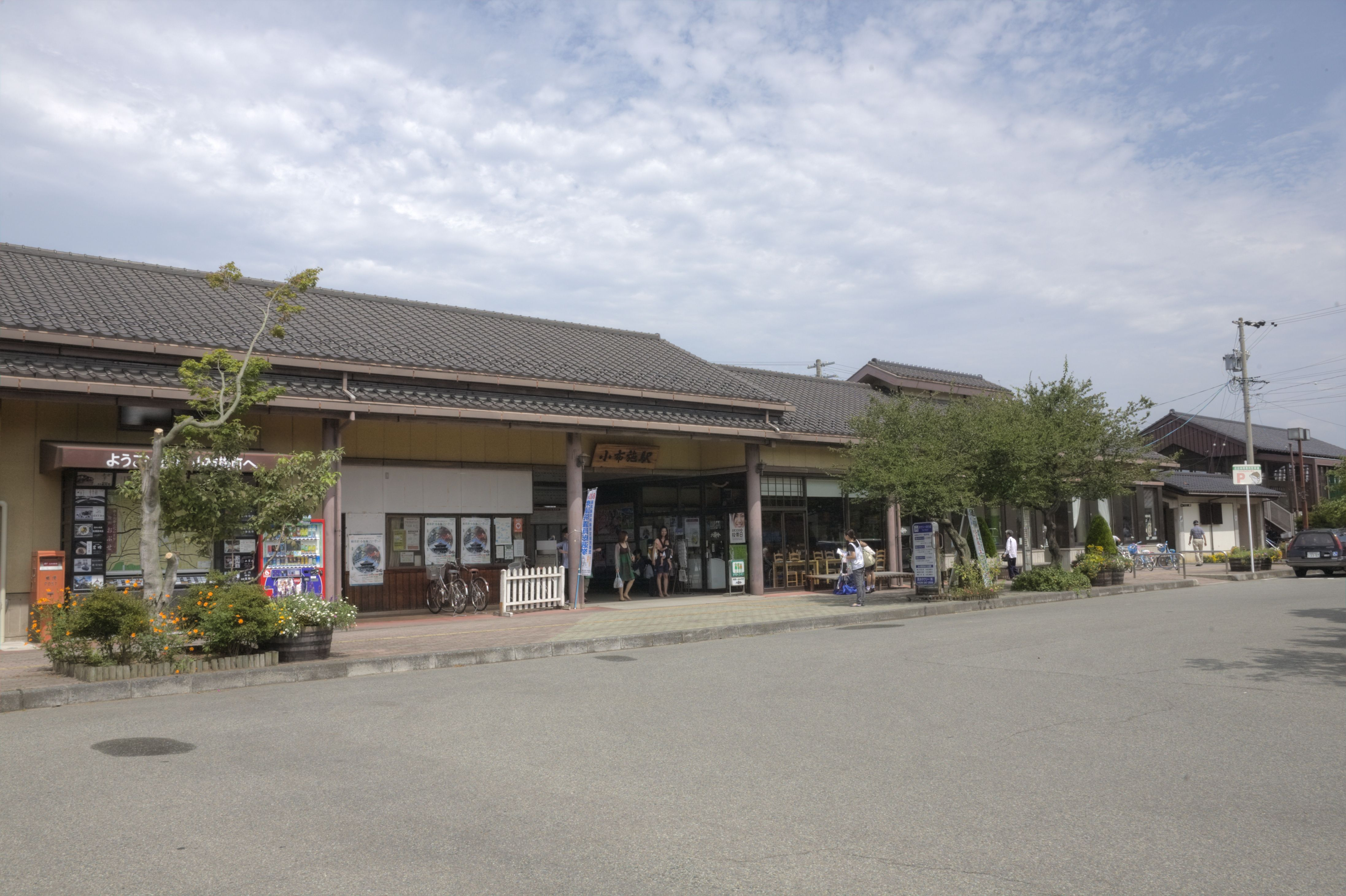
小布施駅

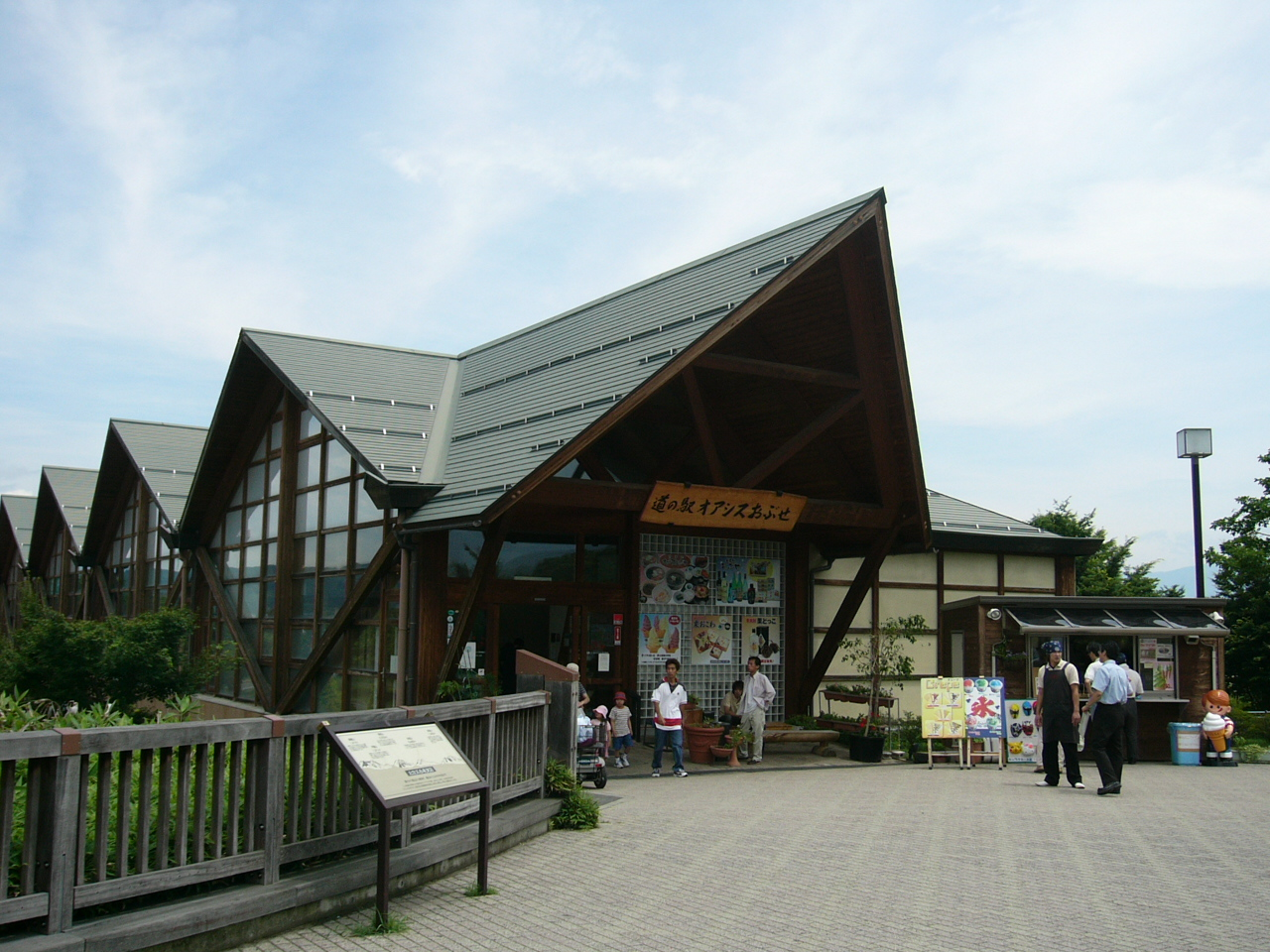
道の駅オアシスおぶせ

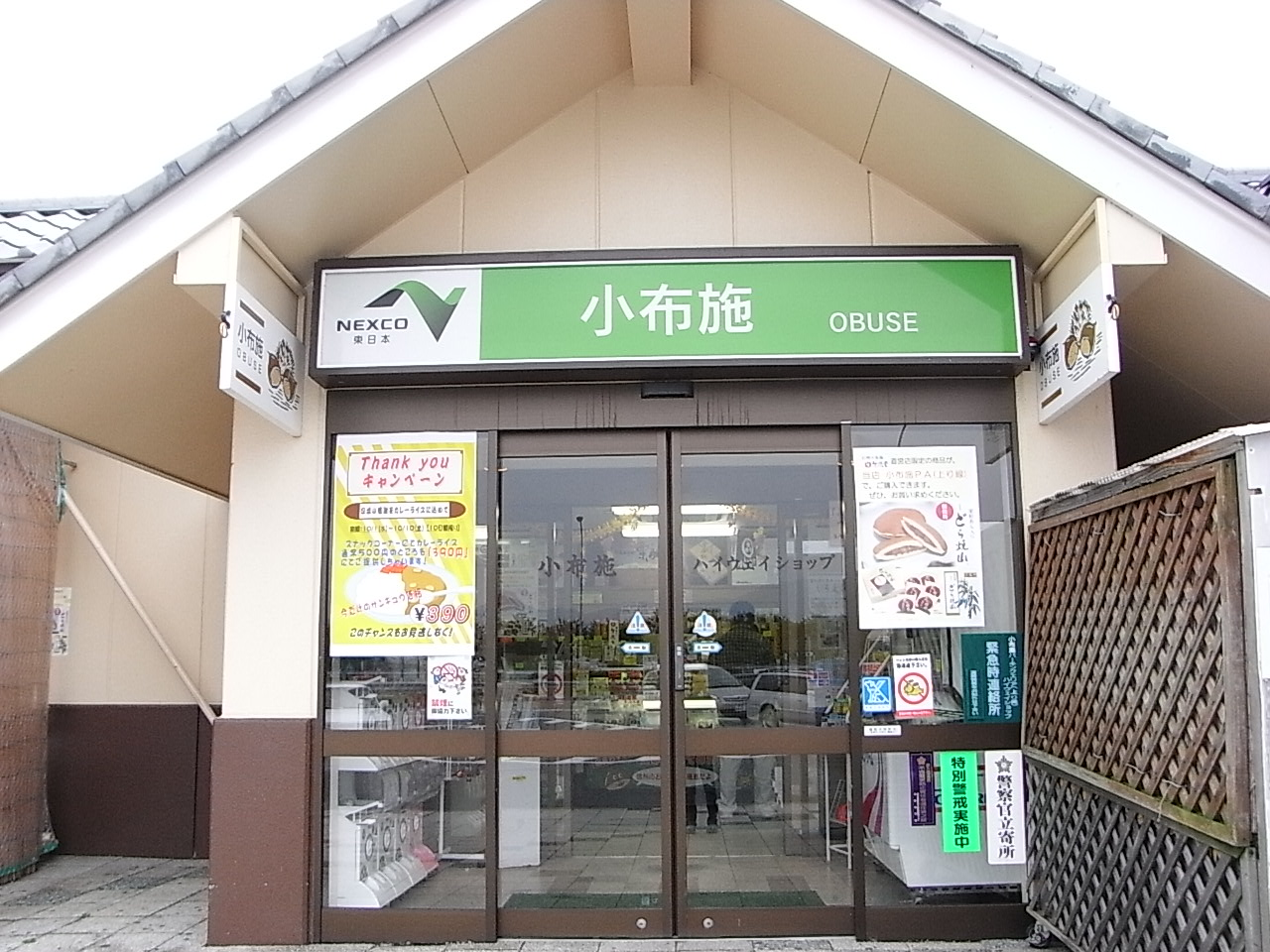
小布施パーキングエリア

### 鉄道路線
長野電鉄（長電）
■長野線
- - 小布施駅 - 都住駅 -

- 中心となる駅：小布施駅

このほか、北陸新幹線が市域を通過しているが、駅はない。

### 路線バス
- 長電バス：シャトルバス「小布施浪漫号」

### 道路
一般道路は、町内を南北に国道403号が通過し、千曲川の対岸地域に僅かながら国道18号が通過している。高速道路は上信越自動車道が通過し、小布施パーキングエリアとハイウェイオアシスが設置されている。開業当初、町内にインターチェンジは設置されていなかったが、2005年（平成17年）4月24日から2006年3月31日まで、小布施パーキングエリアにおいてスマートインターチェンジ（ETC専用インターチェンジ）の社会実験を実施。2006年10月から小布施スマートインターチェンジとして正式に稼動している。
高速道路
東日本高速道路（NEXCO東日本）
E18 上信越自動車道
- - 小布施PA -

一般国道
- 国道403号
- 国道18号

県道
- 長野県道66号豊野南志賀公園線
- 長野県道343号村山小布施停車場線
- 長野県道358号中野小布施線

その他の道路
- 須高広域農道（北信濃くだもの街道）

道の駅
- オアシスおぶせ

## 名所・旧跡・観光スポット

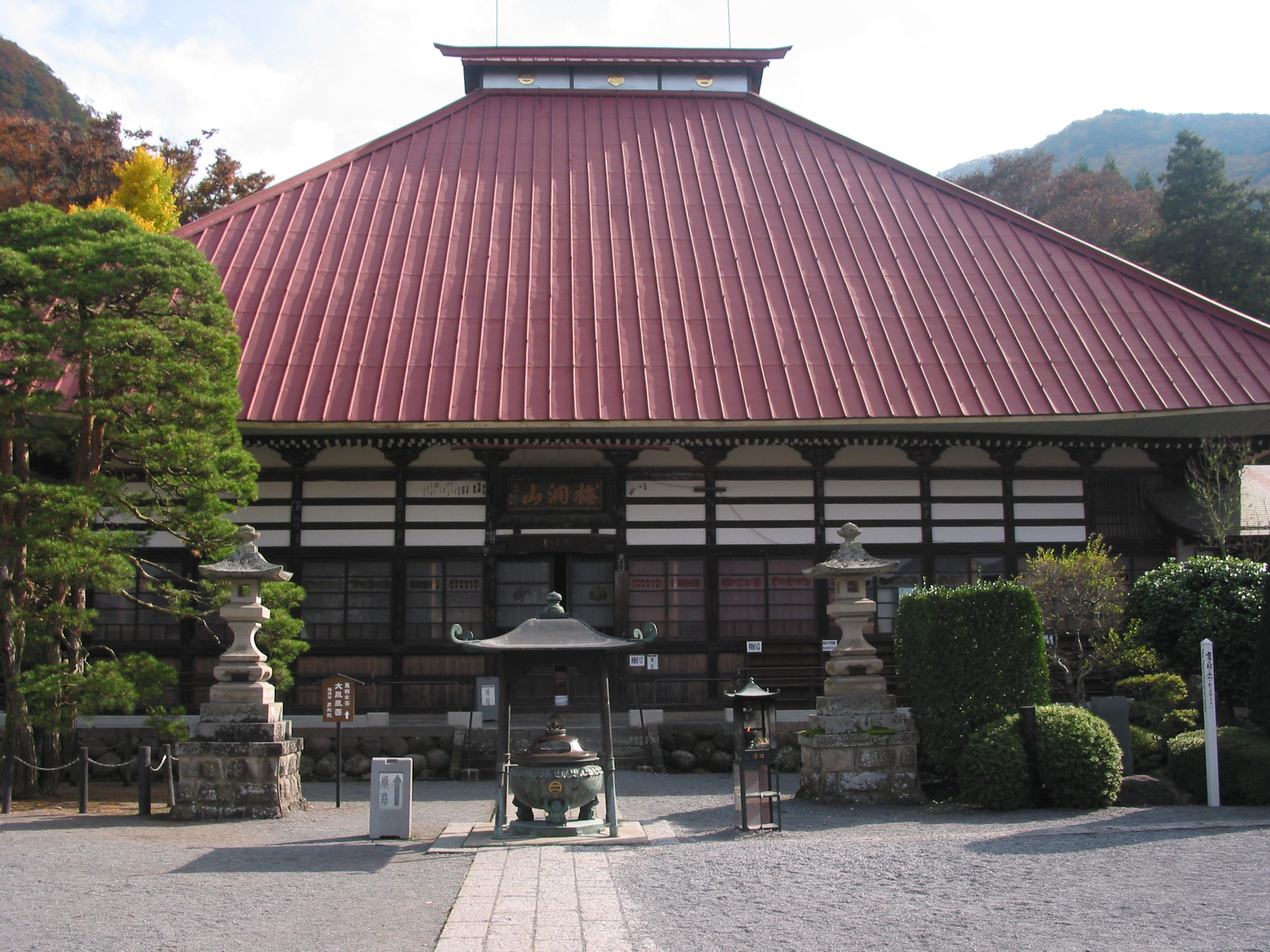
岩松院

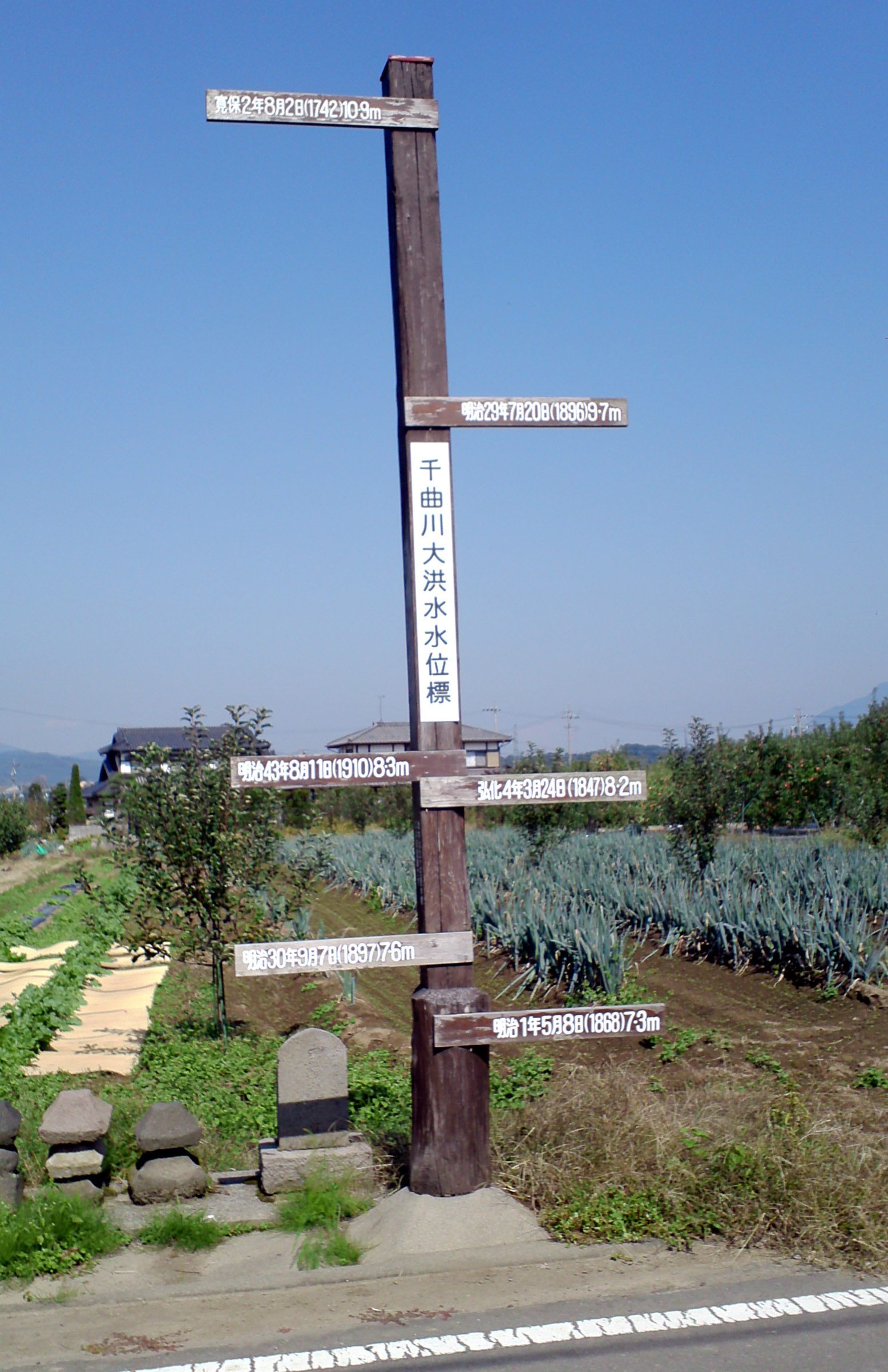
千曲川の洪水水位標（小布施町押羽）

### 美術館・博物館
町内には12の美術館・博物館が存在する。「北斎館」が完成した1976年（昭和51年）には町内の美術館・博物館への入館者数は5万人ほどだったが、町並修景事業が行われた1980年代半ばに入館者数が大きく増加し、年間30 - 40万人を集めた。1993年（平成5年）の上信越自動車道須坂長野東IC開通時と1997年（平成9年）の北陸新幹線一部先行開業時にピークを迎え、両年には90万人前後の入館者を集めた。その後は漸減傾向にあるものの、60 - 70万人ほどの入館者がある。
- 北斎館
  - 葛飾北斎は晩年に小布施町に4年間在住したことから、北斎の作品を所有する小布施町民が少なからずいた。しかし、海外での北斎人気から作品の流出に危機感を抱いた小布施町は、作品を町民から買い上げたり貸与を受けるなどして、1976年に美術館「北斎館」を開館させた。開館初年度から3万4000人の入場者を集め、これといった観光資源のなかった小布施町を人気観光地に押し上げる原動力となった。1997年には入場者数40万人の大台を達成、2019年8月7日には来館者数900万人を突破した[3]。
- 日本のあかり博物館
- おぶせミュージアム・中島千波館
  - 小布施町出身の画家中島千波から寄贈された作品を展示する「中島千波館」、小布施の伝統文化財である祭り屋台を収納展示する「屋台蔵」などがある。
- 高井鴻山記念館[4]
- おぶせ中国美術館[5]
  - 閉館千曲川ハイウェイミュージアム[注釈 1]

### 図書館
- 小布施町立図書館まちとしょテラソ

### 温泉
- おぶせ温泉

### 旧跡
- 岩松院（葛飾北斎画と伝えられる本堂天井絵の鳳凰図、福島正則廟）
- 浄光寺 (長野県小布施町)
- 西證寺
- 雁田城跡

## 祭事・催事
- 1月 - 安市
- 4月 - 境内アート小布施
- 7月 - くりんこ祭り
- 11月 - 北信濃小布施映画祭

2017年・2018年9月、町内でスラックラインの全国大会が開催された。

## 郵便
- 郵便番号は381-02**。かつて小布施郵便局が集配を担当していたが、2015年に須坂郵便局へ移管された。

## 出身有名人
- 吉家敬三（実業家）
- 市川健夫（地理学者）
- 水戸部正男（歴史学者、元横浜国立大学学長）
- 荒井広宙（競歩選手、2016年リオデジャネイロオリンピック銅メダリスト）
- 井浦秀夫（漫画家）
- 成沢未来（歌人・随筆家）
- 関和亮（映像ディレクター）
- まりあ（女優）